# Norbert Hülm
Norbert Hülm (* 8. Februar 1956) ist ein deutscher Schauspieler, Theaterregisseur und Hörfunkmoderator.

## Werdegang
Hülm absolvierte von 1978 bis 1982 ein Schauspielstudium an der Theaterhochschule Leipzig. Er wirkte bereits in zahlreichen Film- und Fernsehproduktionen wie beispielsweise Die Wache, OP ruft Dr. Bruckner, In aller Freundschaft, SOKO Leipzig mit.

## Filmografie
- 1991: Ein Engel namens Flint
- 1995–1999: Gute Zeiten, schlechte Zeiten
- 1997: Die Wache
- 1998: Höllische Nachbarn
- 1998: OP ruft Dr. Bruckner
- 1999: Wie war ich, Doris?
- 2000: Der Puma
- 2000: Stefanie
- 2000: Schloss Einstein
- 2001: SOKO Leipzig
- 2001: Frühlingshymne
- 2001: In aller Freundschaft (Fernsehserie, Folge Unfall mit Folgen)
- 2002: Der Alte Dessauer
- 2003: Zerbombt nach Sarah Kane
- 2004: Der Ermittler
- 2004: Susana
- 2004: Virginity
- 2005: Die Krähen
- 2005: Hinterhof der Einsamkeit
- 2005: Dffb
- 2006: War ich gut?
- 2006: Tessa – Leben für die Liebe
- 2006: Verliebt in Berlin – Das Ja-Wort
- 2009: So glücklich war ich noch nie
- 2014: In aller Freundschaft (Fernsehserie, Folge Voreilige Schlüsse)
- 2016: In aller Freundschaft – Die jungen Ärzte (Fernsehserie, Folge Masken)
- 2016: Polizeiruf 110 – Im Schatten
- 2017: Kommissar Marthaler – Die Sterntaler-Verschwörung